# Karel Janda
Karel Janda (2. srpna 1850 Dolní Bousov – po 1921?) byl český architekt a stavitel.

## Život a kariéra
Narodil se v chudé venkovské rodině uzdaře Josefa Jandy v Dolním Bousově. Studoval architekturu a stavitelství na Polytechnice v Praze a na Polytechnice ve Vídni. Byl žákem Josefa Zítka, od něhož převzal silný vztah k novorenesanční architektuře. Stavitelskou koncesi získal v Praze dle výnosu c. k. místodržitelství ze dne 27. května 1881. Jeho projekty prošly stylovým vývojem od novorenesance a eklekticismu přes dekorativní fázi secese a až k secesi geometrické s prvky konstruktivismu.
Pracoval především na novostavbách činžovních domů při asanaci staré Prahy. V osmdesátých letech působil jako stavitel cizích projektů, od devadesátých let 19. století do roku 1918 realizoval vlastní projekty. Ojedinělý je soubor jeho pěti vlastních staveb v Mělnické ulici v Praze 5 na Malé Straně. 
Kromě své profese v letech 1892 – 1896 provozoval také hostinskou živnost na Novém Městě ve Zlatnické ulici čp. 4, v novorenesančním domě, který sám také projektoval.
V roce 1921 se vzdal oprávnění k provozování stavitelské živnosti. Téhož roku přestoupil z římskokatolické církve do církve československé.

### Rodina
17. srpna 1881 se v kostele u sv. Mikuláše ve Vršovicích výhodně oženil s Adelheidou Adolfinou Tollmannovou (* 1860), dcerou c. a k. finančního rady ve výslužbě.. Z manželství se narodili dva synové. Hugo (* 1886) se stal stavebním inženýrem, stejně i mladší syn Karel mladší (* 1889).

## Realizace (výběr)
- Škola Na Smetance čp. 505/XII, Praha 2 - Vinohrady; architekt Antonín Turek, stavitel Karel Janda
- Dům "U zlatého vola" čp. 557/II, Karlovo náměstí 30, Praha 2 - Nové Město; novorenesanční nájemní dům s kopiemi antických plastik na fasádě
- Křesťanský domov mládeže u sv. Ludmily, čp. 585/XII Francouzská 1/ Náměstí míru, Praha 2 - Vinohrady (rohový novorenesanční dům)
- Nájemní dům čp. 517/XII, Americká / Jana Masaryka 7, Praha 2 - Vinohrady, 1887[8]
- Nájemní dům čp. 1126/II, Zlatnická 3, Praha 2 – Nové Město (vlastní projekt novorenesanční); 1902
- Nájemní dům čp. 262/I Betlémská 10, Konviktská 9; Praha 1 - Staré Město; (novorenesanční), realizace 1892
- Nárožní nájemní dům čp. 582/III Mělnická 13/ Újezd; realizace 1890–1891;
- Nájemní dům čp. 585/III Mělnická 8; realizace 1890–1891
- Nájemní domy čp. 576/III, 577/III–578/III Mělnická 3-5; realizace 1890–1894
- Nájemní dům čp. 356/II Gorazdova 3, Praha 2 – Nové Město (novobarokní)
- Arcibiskupské gymnázium čp. 586/XII, Korunní ulice Praha 2 - Vinohrady (zbořeno 1936)
- Nárožní dům čp. 743/I Dlouhá třída 16-18, Masná 1, Praha 1 - Staré Město; realizace 1902, secesní; od roku 1915 zde bydlel Ing. Karel Janda mladší[9]
- Nárožní dvojdům čp. 704/I a 705/I, Dlouhá třída 9 a Kozí 2, Praha 1 - Staré Město; vlastní projekt, realizace 1911-1914
- Nárožní nájemní dům čp. 40/I Kaprova 12, (geometrická secese), realizace 1913-1914
- Dvourohý měsťanský dům Palais Royal čp. 1097, Petrské náměstí 7, Praha 1 - Nové Město, realizace 1890-1891 (novorenesanční)

## Galerie

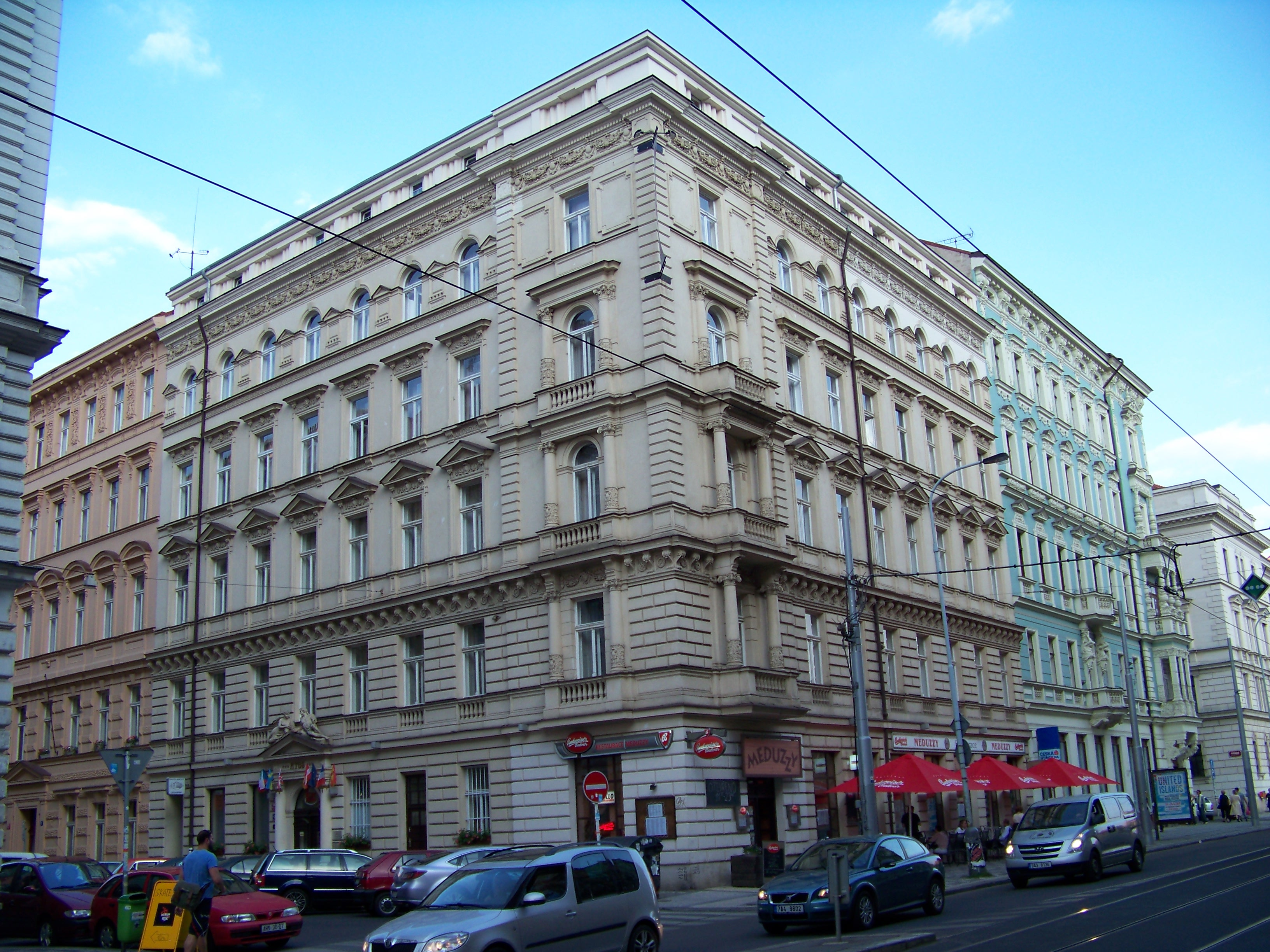
Dům Mělnická 13
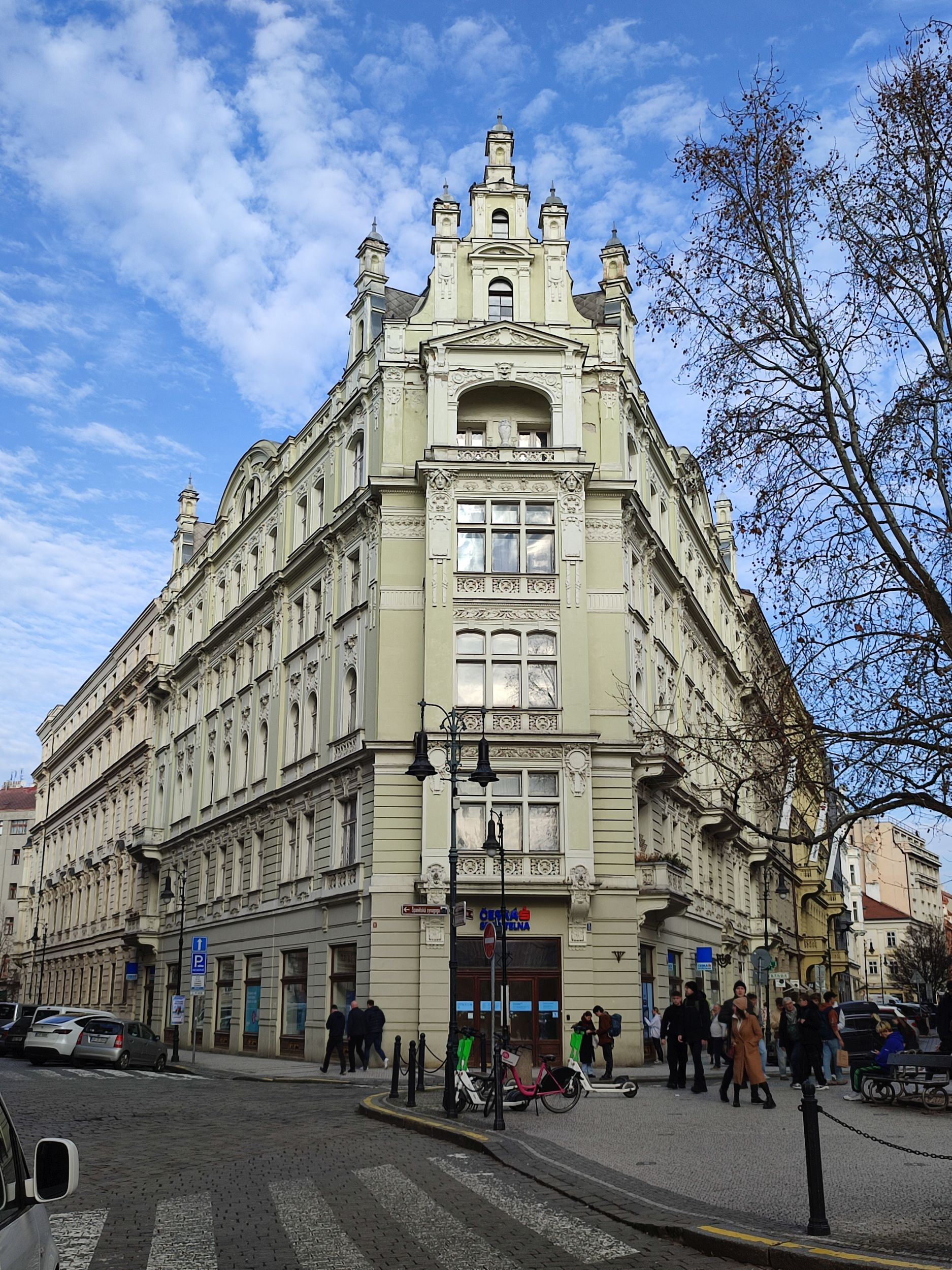
Dům Dlouhá 9 a Kozí 2
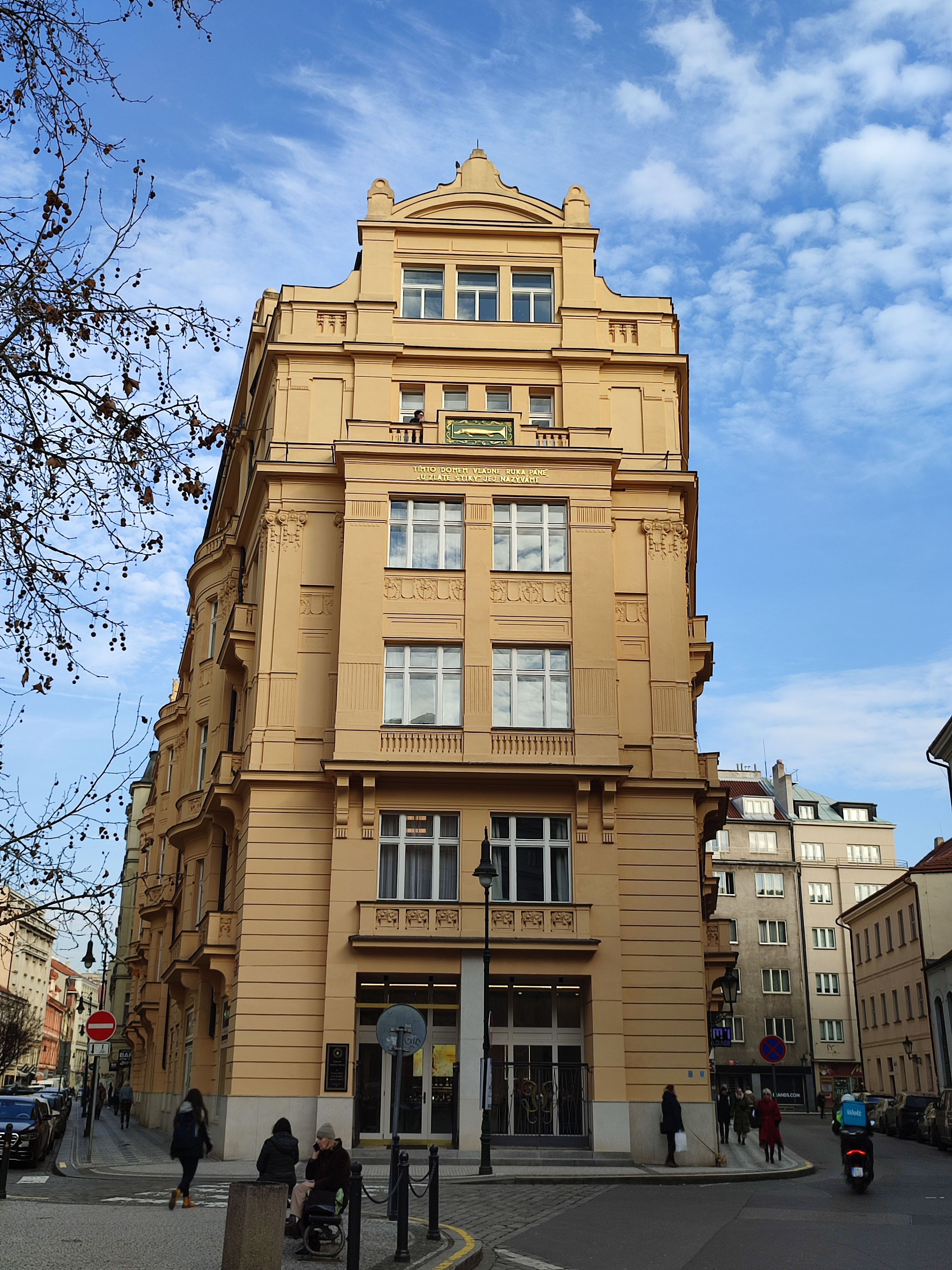
Dům Dlouhá 16-18, Masná 1
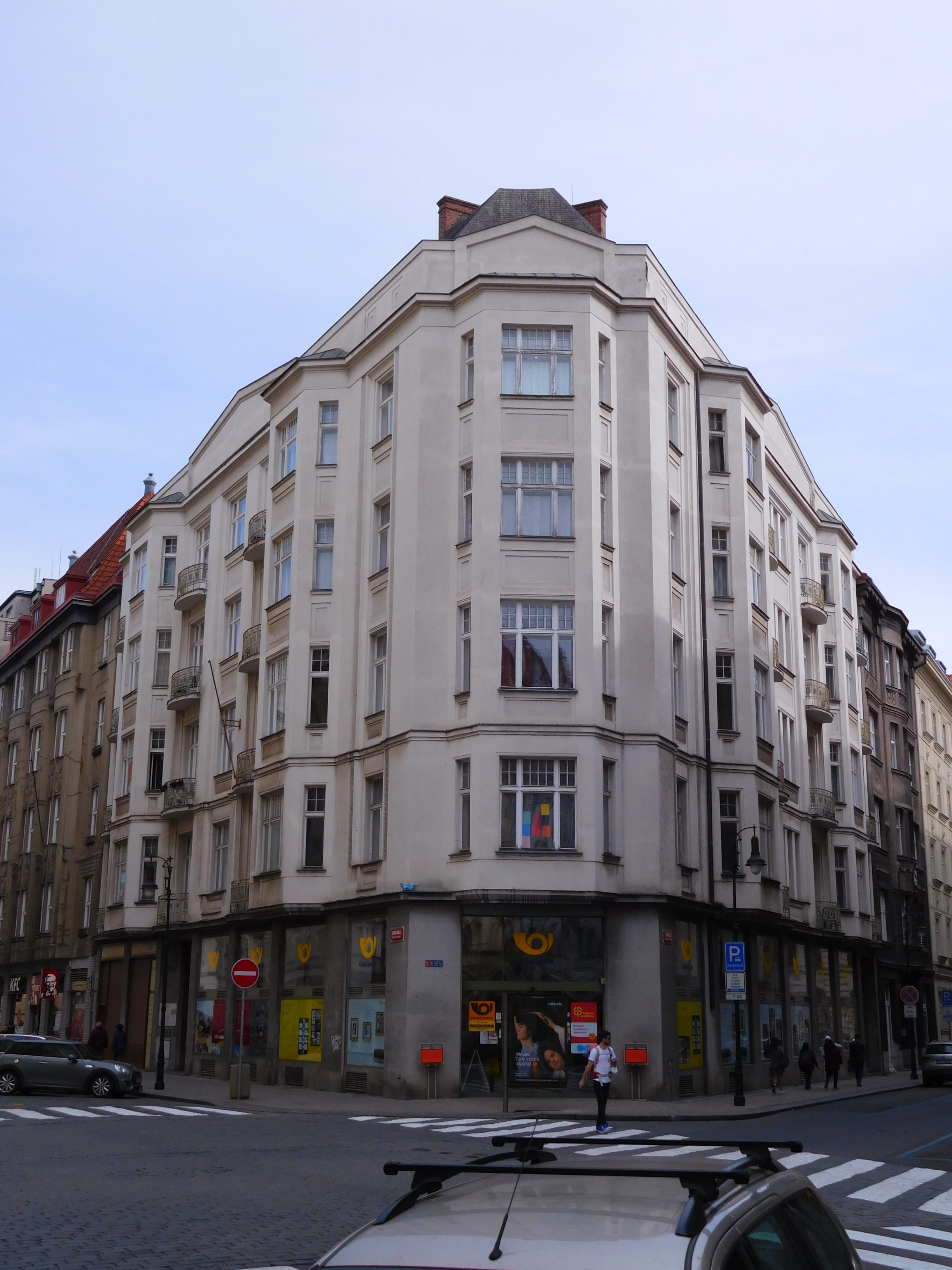
Dům Kaprova 12